# Fabas (Alta Garonna)
Fabas è un comune francese di 218 abitanti situato nel dipartimento dell'Alta Garonna nella regione dell'Occitania.

## Società

### Evoluzione demografica
Abitanti censiti